# Condado de Fulton (Pensilvânia)
O Condado de Fulton é um dos 67 condados do Estado americano da Pensilvânia. A sede do condado é McConnellsburg, e sua maior cidade é McConnellsburg. O condado possui uma área de 1 134 km²(dos quais 1 km² estão cobertos por água), uma população de 14 261 habitantes, e uma densidade populacional de 13 hab/km² (segundo o censo nacional de 2000). O condado foi fundado em 19 de abril de 1851.